# The Poppy Is Also a Flower
The Poppy Is Also a Flower is een Frans-Oostenrijks-Amerikaanse misdaadfilm uit 1966 onder regie van Terence Young. Destijds werd de film in Nederland en Vlaanderen uitgebracht onder de titel Operatie Opium.

## Verhaal
Een Amerikaans geheim agent wordt vermoord in de woestijn van Iran, wanneer hij er heroïne tracht te kopen. Er worden twee agenten naar Teheran gestuurd om de moord te onderzoeken.

## Rolverdeling
| Acteur               | Personage           |
| -------------------- | ------------------- |
| Senta Berger         | Maxine              |
| Stephen Boyd         | Benson              |
| Yul Brynner          | Kolonel Salem       |
| Angie Dickinson      | Linda Benson        |
| Georges Géret        | Commissaris Roche   |
| Hugh Griffith        | Salah Rahman Khan   |
| Jack Hawkins         | Generaal Bahar      |
| Rita Hayworth        | Monique Marko       |
| Trevor Howard        | Sam Lincoln         |
| Trini López          | Zichzelf            |
| E.G. Marshall        | Coley Jones         |
| Marcello Mastroianni | Inspecteur Mosca    |
| Amedeo Nazzari       | Kapitein Di Nonno   |
| Anthony Quayle       | Kapitein Vanderbilt |
| Gilbert Roland       | Serge Mako          |